# Косяк Олег Юрійович
Олег Косяк (26 листопада 1975) — український гімнаст, призер Олімпійських ігор.
В 1997 році закінчив Національний університет фізичного виховання і спорту України. Тренувався в спортивному клубі Каліфорнійського університету.
Бронзову олімпійську медаль він виборов на Олімпіаді в Атланті в командній першості в складі збірної України.